# الجمعية التونسية للمحامين الشبان
الجمعية التونسية للمحامين الشبان، تأسست عام 1970 وحصلت على تأشيرة العمل القانوني في 7 ماي/أيار من نفس السنة.

## أهدافها
من بين ما تهدف إليه الجمعية ما يلي:
- دراسة مشاكل المحامين الشبان والسعي إلى حلها.
- المساهمة في تطوير مهنة المحاماة واحترام القواعد المهنية.

## أعضاؤها
الجمعية التونسية للمحامين الشبان مفتوحة أمام كل المحامين التونسيين الذين لا تتجاوز أعمارهم 45 سنة، حيث يقبلون كأعضاء عاملين، أما من تجاوز تلك السن فيقبلون كأعضاء شرفيين. وتعد الجمعية حاليا أكثر من ألفي عضو.

## هيئتها
- تقود الجمعية هيئة مديرة تنتخب أعضاءها الجلسة العامة التي تنعقد كل سنتين، وتتركب الهيئة المديرة من 9 أعضاء اثنان على الأقل من بينهم يمثلون المحامين الشبان بصفاقس وسوسة. وهي تتركب من رئيس وكاتب وعام وأمين مال. وتجتمع قانونيا مرة كل شهر.
- في مؤتمريها الأخيرين الذين انعقدا سنة 2006 وفي مارس/آذار 2008، سيطر على أغلب مقاعد الهيئة المديرة محامون مدعمون من قبل التجمع الدستوري الديمقراطي الحاكم.